# Sledgehammer (Canada’s Wonderland)
Sledgehammer (Eigenschreibweise Sledge Hammer; deut. Vorschlaghammer) ist ein Fahrgeschäft im Canada’s Wonderland das von Huss hergestellt wurde. Das Fahrgeschäft wurde am 4. Mai 2003 eröffnet. Sledge Hammer ist auch die weltweit erste und einzige „Riesensprungmaschine“. Das Fahrgeschäft hatte schwerwiegende mechanische Probleme, die zu wiederholten Schließungen führten.
Im deutschsprachigen Raum erlangte auch dieses Fahrgeschäft im Simulationsspiel RollerCoaster Tycoon 3 sowie im Planet Coaster Teil 1 und 2 Bekanntheit.

## Geschichte
Als das Fahrgeschäft in der Saison 2003 erstmals eröffnet wurde, lockte das Fahrgeschäft viele Gäste an und verlief nahezu ohne Probleme. Seit Mitte der 2010er-Jahre war das Fahrgeschäft durch so viele Probleme beeinträchtigt, dass es fast unmöglich war, zu bestimmen, wann das Fahrgeschäft geöffnet sein würde. Canada's Wonderland hat nicht genau angegeben, was all die Probleme mit Sledge Hammer verursacht habe.

## Technik
Sledge Hammer besteht hauptsächlich aus vier verschiedenen Segmente. Der erste Teil ist der Hauptturm. Hier sind die meisten Maschinen untergebracht (im Inneren) und alles ist miteinander verbunden. Der zweite Teil sind die „Klauen“ (es gibt sechs davon). Hier sitzen die Insassen während der Fahrt. Der dritte Teil sind die „Arme“ (auch hier sind es sechs). Diese halten die „Krallen“ am Hauptturm und ermöglichen es den „Krallen“, sich auf und ab zu bewegen. Der vierte Teil ist ein graues „blockartiges“ Teil, das alles zusammenhält und dabei hilft, die „Krallen“ nach oben und unten zu bewegen.